# Bagherpara
Bagherpara è un sottodistretto (upazila) del Bangladesh situato nel distretto di Jessore, divisione di Khulna. Si estende su una superficie di 308,29 km² e conta una popolazione di 216.897 abitanti (dato censimento 1991).